# Llanfynydd

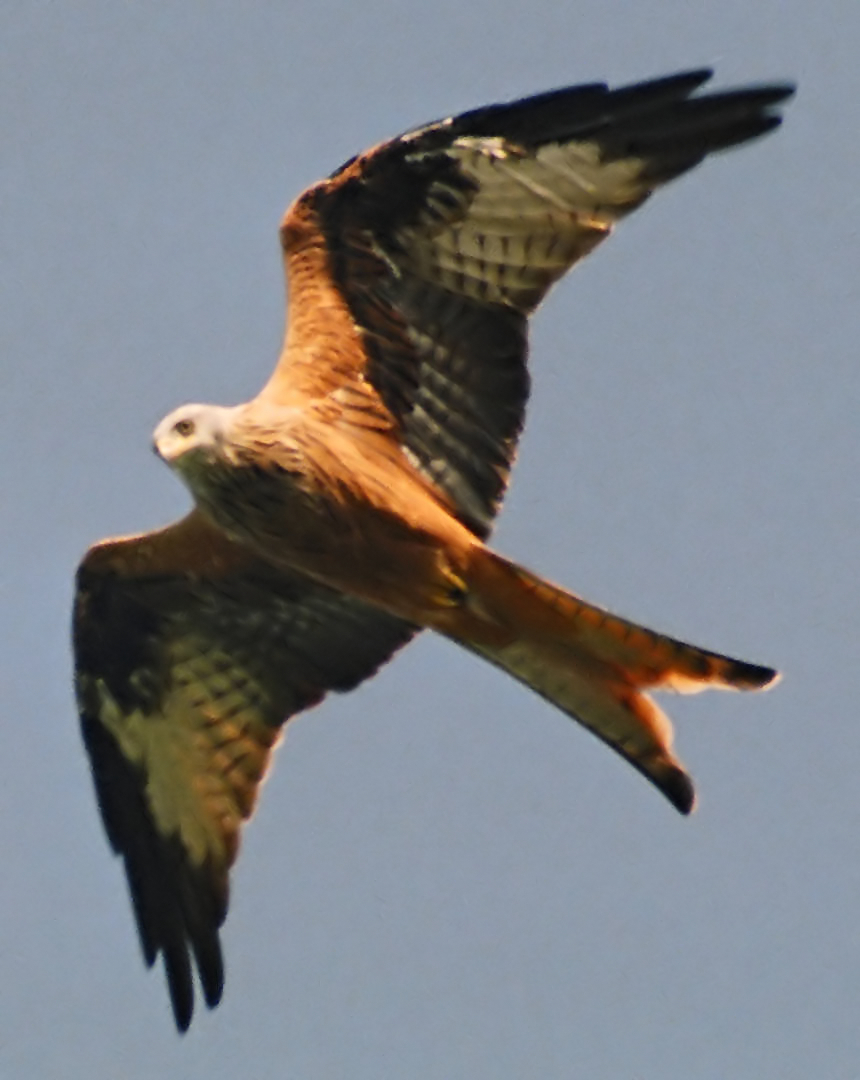
Il nibbio reale: animale simbolo del villaggio

Llanfynydd è un villaggio del Regno Unito, nella contea gallese del Carmarthenshire.
Nel 2004 il villaggio ha cambiato denominazione in Llanhyfryddawelllehynafolybarcudprindanfygythiadtrienusyrhafnauole per una settimana, a partire dal 19 luglio 2004; il cambio di denominazione fu approvato dal consiglio comunale in segno di protesta contro la costruzione di una stazione eolica nelle sue vicinanze; in lingua gallese infatti tale nome significa «un bel villaggio tranquillo, una località storica con qualche raro nibbio sotto minaccia di maledette lame».
Il nome riflette la preoccupazione degli abitanti rispetto ai pericoli che la nuova centrale eolica riserverebbe alle tre specie d'uccelli della zona: il nibbio reale, il chiurlo e l'allodola.
Il nome, costituito da ben 66 lettere, fu scelto per guadagnarsi il primato statistico di località dal nome più lungo del Regno Unito, fino ad allora appannaggio di Llanfairpwllgwyngyllgogerychwyrndrobwllllantysiliogogogoch (lungo ben 58 lettere), in modo da attrarre pubblicità alla propria causa.